# Matalebreras
Matalebreras ist ein Ort und eine Gemeinde (municipio) mit 81 Einwohnern (Stand: 2024) im Osten der Provinz Soria in der Autonomen Gemeinschaft Kastilien-León. Die Gemeinde ist Teil der bevölkerungsarmen Serranía Celtibérica. Neben dem namensgebenden Hauptort Matalebreras gehört die Ortschaft Montenegro de Ágreda zur Gemeinde.

## Lage
Matalebreras liegt in der von Felsen und Hügeln durchsetzten Hochebene im Osten der Provinz Soria in einer Höhe von ca. 995 m. Die Entfernung zur westsüdwestlich gelegenen Provinzhauptstadt Soria beträgt knapp 43 km (Fahrtstrecke). Das Klima im Winter ist kalt, im Sommer gemäßigt bis warm; Regen (ca. 575 mm/Jahr) fällt verteilt übers ganze Jahr.

## Bevölkerungsentwicklung
| Jahr      | 1970 | 1981 | 1991 | 2001 | 2011 | 2021 |
| Einwohner | 254  | 209  | 154  | 123  | 88   | 64   |

Die Mechanisierung der Landwirtschaft, die Aufgabe bäuerlicher Kleinbetriebe und der damit verbundene Verlust von Arbeitsplätzen führten in der zweiten Hälfte des 20. Jahrhunderts zu einem spürbaren Rückgang der Bevölkerung (Landflucht).

## Sehenswürdigkeiten

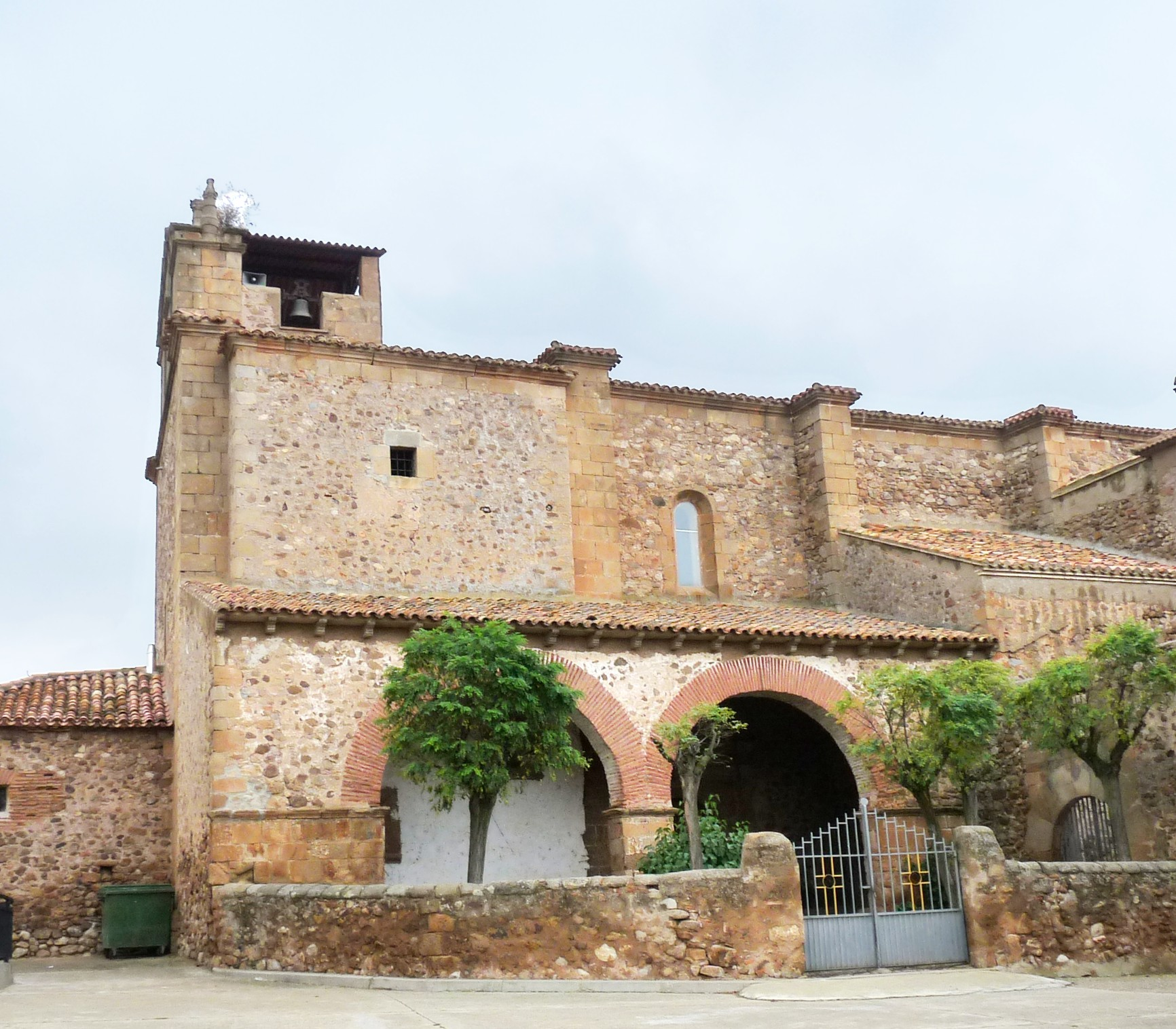
Peterskirche
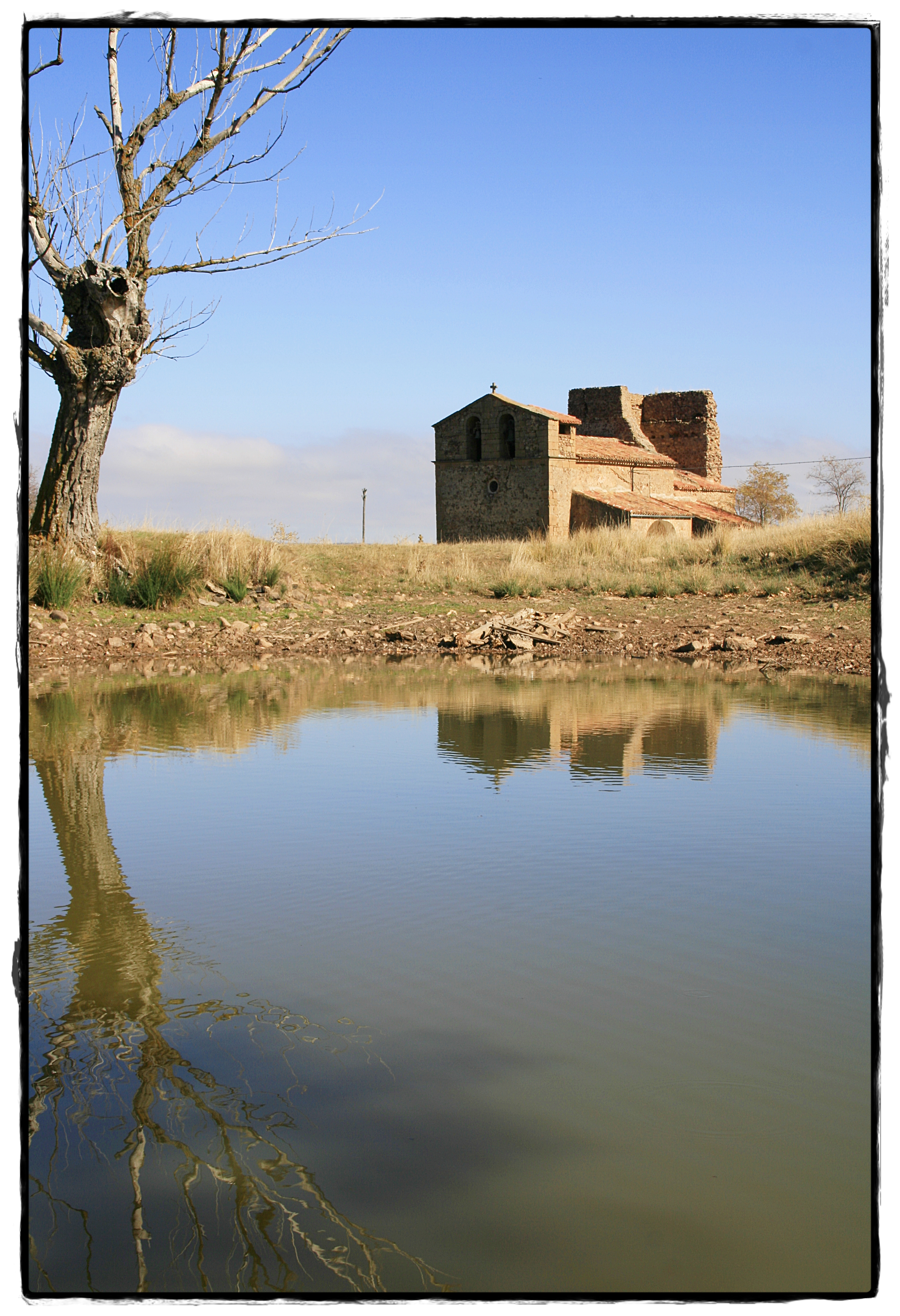
Kirche von Montenegro de Ágreda
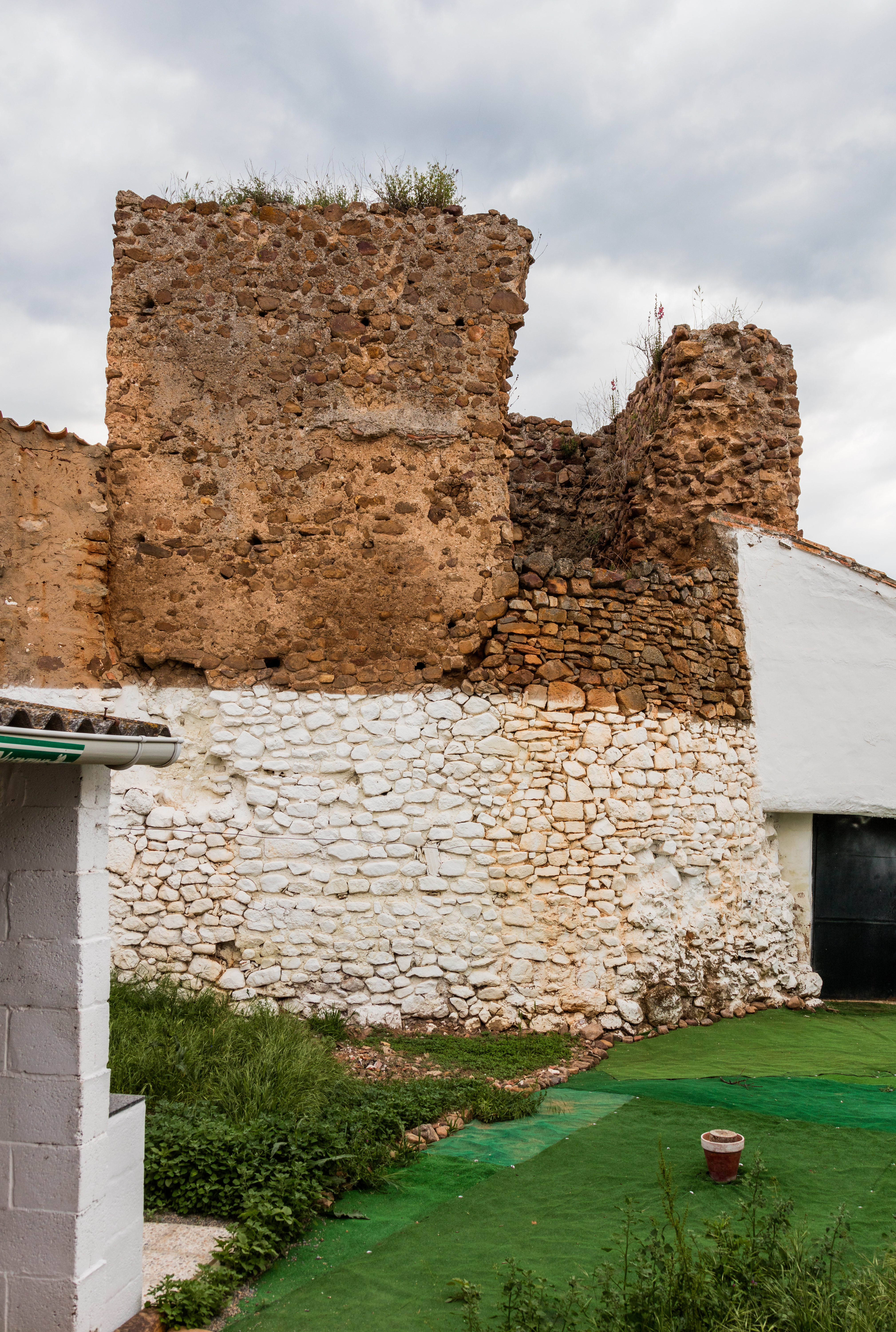
Turm von Matalebreras

- Peterskirche
- Kirche von Montenegro de Ágreda
- Turm von Matalebreras